# Насонов, Александр Николаевич
Александр Николаевич Насонов (род. 22 апреля 1981) — российский и казахстанский игрок в хоккей с мячом, нападающий, мастер спорта России (1997), мастер спорта международного класса Республики Казахстан (2012).

## Карьера

### Клубная
Начал заниматься хоккеем с мячом в 1989 году в Новосибирске в школе «Сибсельмаша». Первый тренер – Александр Савченко. На детско-юношеском уровне побеждает в турнире «Плетёный мяч» (1996), чемпионатах России среди младших юношей (1997, лучший полузащитник турнира), юношей (1998), Кубке мира среди юношей (1996, лучший игрок и включение в символическую сборную турнира). Чемпион России среди юниоров (2000, лучший полузащитник турнира).
Игровую карьеру начал выступлениями за «Сибсельмаш» в сезоне 1997/98. В сезоне 1998/99 был игроком второй команды «Сибсельмаша», принимающей участие в первенстве России среди команд первой лиги. В сезоне 1999/2000 вернулся в первую команду клуба.
Перейдя в команду мастеров «Сибсельмаша» перешёл с позиции полузащитника в линию нападения.
С 2000 по 2003 год выступал за первоуральский «Уральский трубник». Является рекордсменом клуба по числу забитых мячей в одном матче, 18 декабря 2001 года в домашней игре с командой «Север» забил 10 мячей.
С 2003 по 2008, с 2009 по 2016 год был игроком команды «Байкал-Энергия».
В сезоне 2008/09 выступал за московское «Динамо». Именно этот сезон стал для него «золотым» — победа в чемпионате России (2009), Кубке России (2008), в международных турнирах — Кубке европейских чемпионов (2008) и Кубке чемпионов Эдсбюна (2008).
Выступая за «Байкал-Энергию» становится серебряным (2016) и бронзовым призёром (2015) чемпионатов России, побеждает в Кубке России (2015). Лучший бомбардир команды в чемпионатах страны — 416 мячей. Лучший бомбардир «Байкал-Энергии» по итогам чемпионатов России в 2005, 2006, 2008, 2010—2013, 2015 годах, рекордсмен команды по голам за сезон — 52 мяча в сезоне 2009/10.
В середине сезона 2016/17 перешёл в красноярский «Енисей», выступая за команду до конца сезона, завоевав бронзовые медали чемпионата России.
В сезоне 2017/18 был игроком архангельского «Водника», в котором завершил игровую карьеру.
Всего в чемпионатах России провел 488 матчей, забил 545 мячей и сделал 221 голевую передачу. В играх на Кубок России провел 186 игр, забил 200 мячей и сделал 66 результативных передач.

### Сборная России (юноши, юниоры)
В составе сборных команд России стал чемпионом мира среди юниоров (1998) и юношей (1997).

### Сборная Казахстана
В составе сборной Казахстана участник пяти чемпионатов мира (28 игр, 22 мяча), бронзовый призёр турниров 2012, 2013, 2014 и 2015 годов, признан самым ценным игроком чемпионата мира 2014 года.

## Дальнейшая деятельность
В 2018 году возглавил Федерацию флорбола Иркутской области и принял участие в создании детской школы по данному виду спорта.
Во второй половине сезона 2021/22 вошёл в тренерский штаб «Байкал-Энергии», в котором стал помощником Сергея Юсупова, исполняя свои обязанности до конца сезона.
Перед сезоном 2022/23 перешёл на работу в спортивную школу «Сибскана».

## Достижения
«Сибсельмаш»
 Серебряный призёр чемпионата России по мини-хоккею: 1997 

 Бронзовый призёр чемпионата России по мини-хоккею: 1999 

 Чемпион России среди юниоров: 2000 

 Чемпион России среди юношей: 1998 

 Чемпион России среди младших юношей: 1997 

 Победитель турнира «Плетёный мяч»: 1996 

 Победитель Кубка мира среди юношей: 1996
«Уральский трубник»
 Чемпион России по мини-хоккею (3): 2000, 2001, 2002
«Байкал-Энергия»
 Серебряный призёр чемпионата России: 2015/16 

 Бронзовый призёр чемпионата России: 2014/15 

 Обладатель Кубка России: 2015 

 Финалист Кубка России: 2005 (осень) 

 Бронзовый призёр Кубка России: 2005 (весна) 

 Финалист Суперкубка России: 2016 

 Бронзовый призёр Международного турнира на призы Правительства России: 2006 

 Победитель международного турнира Sportservice Reebok Jofa Cup (2009)
«Динамо» (Москва)
 Чемпион России: 2008/09 

 Обладатель Кубка России: 2008 

 Обладатель Кубка европейских чемпионов: 2008 

 Обладатель Кубка чемпионов Эдсбюна: 2008
«Енисей»
 Бронзовый призёр чемпионата России: 2016/17 

 Финалист Суперкубка России: 2017 (весна)
Сборная России (юноши, юниоры)
 Чемпион мира среди юниоров: 1998

 Серебряный призёр чемпионата мира среди юниоров: 2000

 Чемпион мира среди юношей: 1997 

 Бронзовый призёр чемпионата мира среди младших юношей: 1996
Сборная Казахстана
 Бронзовый призёр чемпионата мира (4): 2012, 2013, 2014, 2015
Личные
- В списке 22-х лучших игроков сезона (4): 2010, 2011, 2015, 2016
- Самый ценный игрок чемпионата мира: 2014
- Лучший бомбардир «Байкал-Энергии» в чемпионатах страны: 416 мячей (в 324 играх)
- Клубный рекорд результативности (в составе «Уральского трубника») в одной игре: 10 мячей (с командой «Север», 17:1, 18.11.2001)
- Лучший игрок «Байкал-Энергии»: 2006

## Статистика выступлений

### Клубная
| Сезон     | Клуб                       | Чемпионат | Чемпионат | Чемпионат | Чемпионат | Чемпионат | Кубок | Кубок | Кубок | Кубок | Кубок  |
| Сезон     | Клуб                       | И         | М         | П         | О         | Ш         | И     | М     | П     | О     | Ш      |
| --------- | -------------------------- | --------- | --------- | --------- | --------- | --------- | ----- | ----- | ----- | ----- | ------ |
| 1997/1998 | Сибсельмаш (Новосибирск)   | 3         | 0         |           | 0         | 5         | 2     | 0     |       | 0     | 0      |
| 1999/2000 | Сибсельмаш (Новосибирск)   | 17        | 5         | 3         | 8         | 15        | 5     | 1     | 0     | 1     | 5      |
| 2000/2001 | Уральский трубник          | 28        | 19        | 4         | 23        | 85        | 8     | 3     | 1     | 4     |        |
| 2001/2002 | Уральский трубник          | 28        | 30        | 16        | 46        | 45        | 13    | 8     | 3     | 11    |        |
| 2002/2003 | Уральский трубник          | 23        | 12        | 16        | 28        | 30        | 10    | 8     | 2     | 10    |        |
| 2003/2004 | Сибскана-Энергия (Иркутск) | 24        | 27        | 10        | 37        | 75        | 13    | 12    | 8     | 20    | 60     |
| 2004/2005 | Байкал-Энергия (Иркутск)   | 27        | 27        | 10        | 37        | 65        | 11    | 6     | 3     | 9     | 10     |
| 2005/2006 | Байкал-Энергия (Иркутск)   | 25        | 33        | 6         | 39        | 65        | 10    | 10    | 3     | 13    | 20+К   |
| 2006/2007 | Байкал-Энергия (Иркутск)   | 21        | 27        | 7         | 34        | 50        | 15    | 26    | 8     | 34    | 30     |
| 2007/2008 | Байкал-Энергия (Иркутск)   | 25        | 49        | 15        | 64        | 40+К      | 13    | 14    | 5     | 19    | 45+К   |
| 2008/2009 | Динамо (Москва)            | 29        | 39        | 19        | 58        | 10        | 9     | 12    | 2     | 14    | 5      |
| 2009/2010 | Байкал-Энергия (Иркутск)   | 34        | 52        | 16        | 68        | 55        | 7     | 14    | 3     | 17    | 20     |
| 2010/2011 | Байкал-Энергия (Иркутск)   | 23        | 36        | 18        | 54        | 60        | 11    | 16    | 7     | 23    | 10     |
| 2011/2012 | Байкал-Энергия (Иркутск)   | 26        | 36        | 20        | 56        | 100+2К    | 7     | 10    | 2     | 12    | 30     |
| 2012/2013 | Байкал-Энергия (Иркутск)   | 30        | 34        | 15        | 49        | 20        | 8     | 11    | 3     | 14    | 25     |
| 2013/2014 | Байкал-Энергия (Иркутск)   | 19        | 19        | 8         | 27        | 40        | 11    | 14    | 2     | 16    | 26     |
| 2014/2015 | Байкал-Энергия (Иркутск)   | 32        | 42        | 14        | 56        | 40        | 13    | 14    | 4     | 18    | 32     |
| 2015/2016 | Байкал-Энергия (Иркутск)   | 28        | 28        | 8         | 36        | 30        | 8     | 10    | 6     | 16    | 10     |
| 2016/2017 | Байкал-Энергия (Иркутск)   | 10        | 6         | 3         | 9         | 0         | 5     | 2     | 3     | 5     | 0      |
|           | Енисей (Красноярск)        | 20        | 13        | 9         | 22        | 10        |       |       |       |       |        |
| 2017/2018 | Водник (Архангельск)       | 16        | 11        | 4         | 15        | 10+К      | 7     | 9     | 1     | 10    | 0      |
| Всего     | 20 сезонов                 | 488       | 545       | 221       | 766       | 850+4К    | 186   | 200   | 66    | 266   | 363+2К |

Примечание: Статистика голевых передач ведется с сезона 1999/2000
В чемпионатах России забивал мячи в ворота 27 команд
```
 1.Волга               = 51 мяч 13-15.Север          = 16
 2.Динамо-Казань       = 43     16.Енисей            = 15
 3-5.Уральский трубник = 37     17.Металлург Бр.     = 14
 3-5.СКА-Нефтяник      = 37     18.Локомотив Ор.     = 12
 3-5.Родина            = 37     19.Мурман            = 11
 6.Сибсельмаш          = 35     20.СКА-Забайкалец    = 10
 7.Зоркий              = 31     21.Строитель С.      =  9
 8-9.Кузбасс           = 30     22.Байкал-Энергия    =  8
 8-9.Старт             = 30     23-24.Маяк           =  7
10.Динамо М            = 25     23-24.ХК Боровичи    =  7
11.Водник              = 24     25.Агрохим           =  3
12.Лесохимик           = 18     26.Юность О.         =  2
13-15.СКА-Свердловск   = 16     27.Североникель      =  1
13-15.Саяны            = 16
```

В чемпионатах России количество мячей в играх
по 1 мячу забивал в 153 играх 

по 2 мяча забивал в 94 играх 

по 3 мяча забивал в 41 игре 

по 4 мяча забивал в 11 играх 

по 5 мячей забивал в 3 играх 

по 6 мячей забивал в 2 играх 

по 10 мячей забивал в 1 игре 

Свои 545 мячей забросил в 305 играх, в 183 играх мячей не забивал.

### Комментарии
1. ↑  Количество игр и голов за клуб(ы) в высшем дивизионе чемпионатов России
2. ↑  Результативные передачи